# フライング・ヘリテージ・コレクション
フライング・ヘリテージ・コレクション（Flying Heritage Collection :FHC）はアメリカ合衆国ワシントン州エヴァレットのペインフィールド空港に隣接する私設の航空機博物館。収蔵機は全機が資産家のポール・アレンが所有する機体である。種類は主に第二次世界大戦時利用されたアメリカ、イギリス、ロシア、ドイツ、日本の軍用機である。正式にはフライング・ヘリテージ・空中戦・兵器博物館（Flying Heritage Air Combat & Armor Museum:FHCAM）である。
機体の展示だけでなく、故障した機体をレストアやリビルドで飛行可能状態ないしそれに準ずる状態に復元し、定期的に展示飛行も行っている。
収蔵機は零式艦上戦闘機の二二型（稼働機）と五二型（展示機、破損機）、P-51BやD、Bf 109などの著名な機体の他、世界で唯一機体・エンジンともにほぼオリジナルかつ飛行可能状態である旧日本陸軍航空部隊の一式戦闘機『隼』など、この博物館のみが所蔵する貴重な機体も多い。
航空機に限らず、M4 シャーマン中戦車や九五式軽戦車などの装甲車両、一式機動四十七粍速射砲や8.8 cm FlaK 37と対空サーチライト、ケッテンクラートなど陸上兵器、静態展示ではあるがV1飛行爆弾、V2ロケット、Me 163コメートなどの特殊兵器もコレクションに加わっている。
MiG-29 ファルクラムやF-105G、さらには有人小型宇宙船のスペースシップワン・ホワイトナイトなど第二次世界大戦以降の航空機も順次追加されている。
この他にノルマンディー上陸作戦時に上陸部隊が掲げていた星条旗やエニグマなども所蔵しており、運営こそ財団が行っているが実質ポール・アレンの個人コレクションを公開する施設となっている。
入場料は大人18ドル（軍人は16ドル）からと格安ながら大半の展示品に触れることが出来ることもあり、地元の学校の学習などにも活用されている。
2013年には増加する収蔵物に対応するため格納庫を追加建設した。

## リンク
- FHCAM - 公式サイト
- Paul Allen.com, page on collection